# 郷田由芽
郷田 由芽（ごうだ ゆめ、1995年12月13日 - ）は、日本の女優である。スマイルモンキー所属。
妹は同じ事務所所属で子役の郷田芽瑠。

## 出演

### テレビドラマ
- 永遠のアトム 手塚治虫物語（1999年4月15日、テレビ東京） - 手塚るみ子 役
- 火曜サスペンス劇場 海に埋めた時間（2000年、日本テレビ） - 三ノ宮理香 役
- 月曜ドラマスペシャル 実演販売人・轟安二郎（2000年、TBS） - 庄村夢 役
- 愛をください（2000年、フジテレビ） - 葛井京子 役
- 仮面ライダーアギト（2001年、テレビ朝日）
- はみだし刑事情熱系（2001年、テレビ朝日）
- 土曜ワイド劇場 お祭り弁護士・澤田吾朗（2002年1月12日、テレビ朝日） - 神谷桐子（幼少） 役
- 愛の劇場 すてきにコモン!（2006年、TBS） - 早瀬梨花 役

### 映画
- 揮発性の女（2004年、熊切和嘉監督）

### CM
- エポック社 リボンちゃんおしゃれドレッサー（2001年）
- エポック社 ハム太郎ぽんぐるみメーカー（2001年）

### プロモーションビデオ
- 野狐禅「カモメ」（2004年）

### スチル
- 光文書院「理科副読本」（2005年）